# Songwe (rijeka)
Songwe je rijeka koja čini međunarodnu granicu između Malavija i regije Songwe u Tanzaniji. Regija Songwe u Tanzaniji dobila je ime po rijeci.
Izvor Songwe je mjesto gdje se susreću granice Malavija, Tanzanije i Zambije. Teče prema jugoistoku i ulijeva se u jezero Malavi. Srednji tok odvaja brda Misuku u Malaviju od planina Umalila u regiji Songwe u Tanzaniji. Donji tok teče kroz nizinu Kyela, plodnu nizinu koja leži sjeverozapadno od jezera Malawi u dolini Istočnoafričkog rasjeda. U ravnica Kyela se intenzivno uzgaja riža i drugi usjevi.

## Vanjske poveznice
- Tanzania, Malawi to Implement Songwe River Basin Plan